# María Consuelo Reyna Doménech
Maria Consuelo Reyna Doménech, nascuda el 1944, és una periodista valenciana. Membre de la família Doménech, accionista minoritària del diari Las Provincias, el 1978 en fou nomenada directora, càrrec que ocupà fins al 1999. Va ser una de les periodistes amb més influència des de la darreria del franquisme al 1972 fins a la seva destitució al cap del diari. Era temuda i seguida, a parts iguals, per persones del món polític, social i cultural.
Inicialment flirtejà amb el catalanisme, i fins i tot el 1978 fou jurat dels Premis Octubre. No obstant això, poc després decidí variar la línia editorial del periòdic cap a postures anticatalanistes, d'acord amb la línia política de la UCD valenciana dirigida per Emilio Attard Alonso. Va ser una persona clau en pujar Zaplana a la presidència. El seu diari fou un dels actors clau en l'anomenada batalla de València, que va convertir la llengua en principal argument polític de les campanyes electorals de la ciutat fins als anys 1990. Els principals actors en contra del nacionalisme valencià d'esquerres van usar aquest diari per a difondre el seu ideari reaccionari. Las Provincias va començar a atacar amb els editorials de Reyna el PSPV-PSOE.
A la fi dels 90 després d'una ostensible caiguda de vendes una part dels accionistes del diari (agrupada entorn de la família Zarranz Doménech) posà en dubte la seva continuïtat i el 14 de setembre de 1999 el consell d'administració de Federico Doménech S.A., editora del diari, la va destituir del seu càrrec. El 2000 va crear un nou diari que va adoptar el nom de l'antic Diario de Valencia, propietat del seu exmarit, Jesús Sánchez Carrascosa. Hi continua la seva columna incendiària «La Gota». El 2007 Diario de Valencia deixà d'editar-se per manca de lectors. Participa en tertúlies a la Cadena SER i a Canal 9 i continua «La gota» a la secció valenciana del diari El Mundo. Tot i això, va perdre influència fins a desaparèixer dels mitjans valencians. Va ser accionista de la gestora que va rebre la concessió del centre cultural La Rambleta a la ciutat de València.